# Grenaa (plaats)
Grenaa (of Grenå) is een plaats in de Deense regio Midden-Jutland, gemeente Norddjurs, en telt 14.336 inwoners (2007).
De veerpont naar Anholt vertrekt van hier.

## Voormalige gemeente
Grenaa was tot 1 januari 2007 een gemeente in Denemarken. De oppervlakte bedroeg 196,4 km². De gemeente telde 18.641 inwoners waarvan 9211 mannen en 9430 vrouwen (cijfers 2005). Bij de herindeling werd Grenaa toegevoegd aan de nieuwe gemeente Norddjurs.

## Geboren
- Hans-Henrik Ørsted (1954), baanwielrenner
- Schack August Steenberg Krogh (1874-1949), arts, dierkundige en Nobelprijswinnaar (1920)

- Gemeinsame Normdatei: 4849613-3
- Library of Congress Control Number: n82058778
- MusicBrainz: d62f6963-b9b0-489c-bb13-e26e80157f76
- Nationale Bibliotheek van Tsjechië: ge1136720
- Nationale Bibliotheek van Israël: 987007566816705171
- Virtual International Authority File: 160136552
- WorldCat: E39PBJt3WcCmgHQyjxMtDbRFrq